# Mycetophila matsumurai
Mycetophila matsumurai är en tvåvingeart som beskrevs av Lastovka 1972. Mycetophila matsumurai ingår i släktet Mycetophila och familjen svampmyggor. Inga underarter finns listade i Catalogue of Life.